# CapitalG
Google Capital é um fundo de capital de risco financiado pelo Google e sediado em Mountain View, Califórnia, Estados Unidos. Fundado em 2013, ele se concentra em empresas de tecnologia em fase de crescimento e investe em iniciativas consideradas estratégicas para o Google. Além do investimento de capital, as empresas do portfólio do Google Capital têm acesso a pessoas, conhecimento e cultura do Google para apoiar o seu crescimento e oferecer-lhes orientação. Isso inclui conectando-os com um rol de consultores, tais como David Drummond (SVP do Google de Desenvolvimento Corporativo e Diretor Jurídico) e Sundar Pichai (CEO do Google).
Desde 2013, o Google Capital investiu em 12 empresas, em áreas como a tecnologia financeira, segurança e e-learning. Em 10 de agosto, 2015, o Google Inc. anunciou planos para uma reestruturação societária em que a Google Capital se tornaria a filial de uma nova empresa, a Alphabet Inc., juntamente com o próprio Google. 